# Бяшимов, Абды Азимович
Абды Азимович Бяшимов (туркм. Abdy Azimowiç Bäşimow, 12 декабря 1995, Ашхабад, Туркменистан) — туркменский футболист, защитник «Ахала».

## Биография
Абды Бяшимов родился 12 декабря 1995 года в туркменском городе Ашхабад.
Первоначально играл в мини-футбол. Выступал за мини-футбольную сборную Туркменистана на проходивших в 2017 году в Ашхабаде Азиатских играх по боевым искусствам и состязаниям в помещениях. Туркмены выбыли в четвертьфинале, проиграв Афганистану — 5:5, в серии пенальти 5:6. В этом матче Бяшимов забил единственный мяч на турнире.
В классическом футболе выступает на позиции центрального защитника. В 2018—2019 годах играл за туркменский «Ахал» из Аннау, дважды выигрывал в его составе серебро чемпионата страны. участвовал в Кубке АФК, провёл полностью 4 матча, забил 2 мяча — оба в феврале 2019 года в поединке квалификационного раунда против киргизского «Алая» (2:1).
В конце января 2020 года был включён в заявку «Ахала» для участия в Кубке АФК, но уже в феврале перешёл в узбекистанский «Кызылкум» из Зарафшана на правах свободного агента вместе с партнёром по центру обороны «Ахала» и сборной Туркменистана Везиргельды Ильясовым. Контракт Бяшимова рассчитан до конца декабря 2021 года. В августе 2020 года он покинул узбекский клуб и после этого оставался без игровой практики.
30 марта 2021 года перешёл в туркменский «Ахал».

## Сборная
В 2019 году дебютировал в сборной Туркменистана, сыграв 10 октября в матче отборочного турнира чемпионата мира 2022 года против Ливана (1:2). Первый гол за сборную забил 19 ноября также в отборочном матче против Шри-Ланки (2:0). Всего на счету Бяшимова 4 матча и 1 гол за сборную Туркменистана.

## Достижения

### Командные
Ахал
- Серебряный призёр чемпионата Туркменистана (2): 2018, 2019.